# Ramon Andersson
Ramon Andersson, född den 20 mars 1963 i Middle Swan, Australien, är en australisk kanotist.
Han tog OS-brons i K-4 1000 meter i samband med de olympiska kanottävlingarna 1992 i Barcelona.